# Runda de calificare la Cupa Billie Jean King 2024
Runda de calificare la Cupa Billie Jean King 2024 a cuprins opt meciuri de tenis interstatale care s-au jucat în perioada 12–13 aprilie 2024. Șaisprezece echipe s-au înscris la Cupa Billie Jean King 2024, formând opt perechi. Tragerea la sorți a avut loc la 26 noiembrie 2023, după finala din anul precedent. S-au jucat patru meciuri de simplu și un meci de dublu final.
Cele opt câștigătoare ale acestei runde s-au calificat pentru Turneul final al Cupei Billie Jean King, disputat la Sevilia în cursul lunii noiembrie 2024. Învinsele vor juca în play off de 16 echipe care va avea loc în noiembrie 2024 împotriva câștigătoarelor Grupei 1 din cele trei zone continentale ale ediției actuale.

## Sumar rezultate
| Rundă calificare – 12 și 13 aprilie 2024 | Rundă calificare – 12 și 13 aprilie 2024 | Rundă calificare – 12 și 13 aprilie 2024 | Rundă calificare – 12 și 13 aprilie 2024 | Rundă calificare – 12 și 13 aprilie 2024 | Rundă calificare – 12 și 13 aprilie 2024 | Rundă calificare – 12 și 13 aprilie 2024 |
| Echipă gazdă                             | Scor                                     | Echipă deplasare                         | Oraș gazdă                               | Arenă                                    | Suprafață                                |                                          |
| ---------------------------------------- | ---------------------------------------- | ---------------------------------------- | ---------------------------------------- | ---------------------------------------- | ---------------------------------------- | ---------------------------------------- |
| Australia [1]                            | 4–0                                      | Mexic                                    | Brisbane                                 | Pat Rafter Arena                         | Dură                                     |                                          |
| Elveția [2]                              | 0–4                                      | Polonia                                  | Biel/Bienne                              | Swiss Tennis Arena                       | Dură (i)                                 |                                          |
| Franța [3]                               | 1–3                                      | Regatul Unit                             | Le Portel                                | Le Chaudron                              | Zgură (i)                                |                                          |
| Statele Unite [4]                        | 4–0                                      | Belgia                                   | Orlando                                  | USTA National Campus                     | Dură                                     |                                          |
| Japonia                                  | 3–1                                      | Kazahstan [5]                            | Tokyo                                    | Ariake Coliseum                          | Dură (i)                                 |                                          |
| Brazilia                                 | 1–3                                      | Germania [6]                             | São Paulo                                | Ginásio do Ibirapuera                    | Zgură (i)                                |                                          |
| Slovacia [7]                             | 4–0                                      | Slovenia                                 | Bratislava                               | NTC Arena                                | Dură (i)                                 |                                          |
| Ucraina                                  | 2–3                                      | România [8]                              | Fernandina Beach, USA                    | Racquet Park Drive                       | Zgură                                    |                                          |

## Rezultate

### Australia vs. Mexic
| · Australia · 4 | Pat Rafter Arena, Brisbane, Australia 12–13 aprilie 2024 Hard | Pat Rafter Arena, Brisbane, Australia 12–13 aprilie 2024 Hard                     | · Mexic · 0 |     |     |              |
| \| \| \| \| 1 \| 2 \| 3 \| \| \| - \| \| --------------------------------------------------------------------------------- \| --- \| --- \| --- \| ------------ \| \| 1 \| \| Arina Rodionova Giuliana Olmos \| 3 6 \| 6 3 \| 6 1 \| \| \| 2 \| \| Daria Saville Marcela Zacarías \| 6 1 \| 6 0 \| \| \| \| 3 \| \| Taylah Preston Marcela Zacarías \| 6 1 \| 6 1 \| \| \| \| 4 \| \| Daria Saville Giuliana Olmos \| \| \| \| nu s-a jucat \| \| 5 \| \| Ellen Perez / Daria Saville Jéssica Hinojosa Gómez / María Fernanda Navarro Oliva \| 6 3 \| 6 1 \| \| \| |                                                               |                                                                                   |             |     |     |              |
| |                                                               |                                                                                   | 1           | 2   | 3   |              |
| 1 | Australia · Mexic                                             | Arina Rodionova Giuliana Olmos                                                    | 3 6         | 6 3 | 6 1 |              |
| 2 | Australia · Mexic                                             | Daria Saville Marcela Zacarías                                                    | 6 1         | 6 0 |     |              |
| 3 | Australia · Mexic                                             | Taylah Preston Marcela Zacarías                                                   | 6 1         | 6 1 |     |              |
| 4 | Australia · Mexic                                             | Daria Saville Giuliana Olmos                                                      |             |     |     | nu s-a jucat |
| 5 | Australia · Mexic                                             | Ellen Perez / Daria Saville Jéssica Hinojosa Gómez / María Fernanda Navarro Oliva | 6 3         | 6 1 |     |              |

Echipe nominalizate: 

 Australia: Arina Rodionova, Daria Saville, Storm Hunter, Taylah Preston, Ellen Perez

 Mexic: Fernanda Contreras, Marcela Zacarías, Maria Fernanda Navarro, Giuliana Olmos

Raportul întâlnirilor anterioare dintre Australia și Mexic este de 1:0.

### Elveția vs. Polonia
| · Elveția · 0 | Swiss Tennis Arena, Biel/Bienne, Elveția 12–13 aprilie 2024 Hard (i) | Swiss Tennis Arena, Biel/Bienne, Elveția 12–13 aprilie 2024 Hard (i) | · Polonia · 4 |     |     |              |
| \| \| \| \| 1 \| 2 \| 3 \| \| \| - \| \| --------------------------------------------------------------- \| ------ \| --- \| --- \| ------------ \| \| 1 \| \| Simona Waltert Iga Świątek \| 3 6 \| 1 6 \| \| \| \| 2 \| \| Céline Naef Magdalena Fręch \| 710 68 \| 5 7 \| 3 6 \| \| \| 3 \| \| Céline Naef Iga Świątek \| 4 6 \| 3 6 \| \| \| \| 4 \| \| Simona Waltert Magdalena Fręch \| \| \| \| nu s-a jucat \| \| 5 \| \| Jil Teichmann / Simona Waltert Maja Chwalińska / Katarzyna Kawa \| 5 7 \| 1 6 \| \| \| |                                                                      |                                                                      |               |     |     |              |
| |                                                                      |                                                                      | 1             | 2   | 3   |              |
| 1 | Elveția · Polonia                                                    | Simona Waltert Iga Świątek                                           | 3 6           | 1 6 |     |              |
| 2 | Elveția · Polonia                                                    | Céline Naef Magdalena Fręch                                          | 710 68        | 5 7 | 3 6 |              |
| 3 | Elveția · Polonia                                                    | Céline Naef Iga Świątek                                              | 4 6           | 3 6 |     |              |
| 4 | Elveția · Polonia                                                    | Simona Waltert Magdalena Fręch                                       |               |     |     | nu s-a jucat |
| 5 | Elveția · Polonia                                                    | Jil Teichmann / Simona Waltert Maja Chwalińska / Katarzyna Kawa      | 5 7           | 1 6 |     |              |

Echipe nominalizate: 

 Elveția: Viktorija Golubic, Celine Naef, Simona Waltert, Jil Teichmann

 Polonia: Iga Swiatek, Magdalena Frech, Magda Linette, Katarzyna Kawa, Maja Chwalinska

Raportul întâlnirilor anterioare dintre Elveția și Polonia este de 1:1.

### Franța vs. Marea Britanie
| · Franța · 1 | Le Chaudron, Le Portel, Franța 12–13 aprilie 2024 Zgură (i) | Le Chaudron, Le Portel, Franța 12–13 aprilie 2024 Zgură (i)         | · Marea Britanie · 3 |     |      |              |
| \| \| \| \| 1 \| 2 \| 3 \| \| \| - \| \| ------------------------------------------------------------------- \| --- \| --- \| ---- \| ------------ \| \| 1 \| \| Diane Parry Katie Boulter \| 6 2 \| 6 0 \| \| \| \| 2 \| \| Caroline Garcia Emma Răducanu \| 6 3 \| 3 6 \| 2 6 \| \| \| 3 \| \| Clara Burel Katie Boulter \| 5 7 \| 0 6 \| \| \| \| 4 \| \| Diane Parry Emma Răducanu \| 6 4 \| 1 6 \| 61 7 \| \| \| 5 \| \| Caroline Garcia / Kristina Mladenovic Harriet Dart / Heather Watson \| \| \| \| nu s-a jucat \| |                                                             |                                                                     |                      |     |      |              |
| |                                                             |                                                                     | 1                    | 2   | 3    |              |
| 1 | Franța · Regatul Unit                                       | Diane Parry Katie Boulter                                           | 6 2                  | 6 0 |      |              |
| 2 | Franța · Regatul Unit                                       | Caroline Garcia Emma Răducanu                                       | 6 3                  | 3 6 | 2 6  |              |
| 3 | Franța · Regatul Unit                                       | Clara Burel Katie Boulter                                           | 5 7                  | 0 6 |      |              |
| 4 | Franța · Regatul Unit                                       | Diane Parry Emma Răducanu                                           | 6 4                  | 1 6 | 61 7 |              |
| 5 | Franța · Regatul Unit                                       | Caroline Garcia / Kristina Mladenovic Harriet Dart / Heather Watson |                      |     |      | nu s-a jucat |

Echipe nominalizate: 

 Franța: Caroline Garcia, Clara Burel, Diane Parry, Kristina Mladenovic

 Regatul Unit: Katie Boulter, Harriet Dart, Heather Watson, Emma Răducanu

Raportul întâlnirilor anterioare dintre Franța și Marea Britanie este de 2:2.

### Statele Unite vs. Belgia
| · Statele Unite · 4 | USTA National Campus, Orlando, Statele Unite 12–13 aprilie 2024 Hard | USTA National Campus, Orlando, Statele Unite 12–13 aprilie 2024 Hard    | · Belgia · 0 |     |     |              |
| \| \| \| \| 1 \| 2 \| 3 \| \| \| - \| \| ----------------------------------------------------------------------- \| --- \| --- \| --- \| ------------ \| \| 1 \| \| Jessica Pegula Sofia Costoulas \| 4 6 \| 6 2 \| 6 3 \| \| \| 2 \| \| Emma Navarro Hanne Vandewinkel \| 4 6 \| 6 4 \| 6 3 \| \| \| 3 \| \| Jessica Pegula Hanne Vandewinkel \| 6 2 \| 6 0 \| \| \| \| 4 \| \| Emma Navarro Sofia Costoulas \| \| \| \| nu s-a jucat \| \| 5 \| \| Caroline Dolehide / Taylor Townsend Marie Benoît / Kimberley Zimmermann \| 6 3 \| 6 1 \| \| \| |                                                                      |                                                                         |              |     |     |              |
| |                                                                      |                                                                         | 1            | 2   | 3   |              |
| 1 | Statele Unite ale Americii · Belgia                                  | Jessica Pegula Sofia Costoulas                                          | 4 6          | 6 2 | 6 3 |              |
| 2 | Statele Unite ale Americii · Belgia                                  | Emma Navarro Hanne Vandewinkel                                          | 4 6          | 6 4 | 6 3 |              |
| 3 | Statele Unite ale Americii · Belgia                                  | Jessica Pegula Hanne Vandewinkel                                        | 6 2          | 6 0 |     |              |
| 4 | Statele Unite ale Americii · Belgia                                  | Emma Navarro Sofia Costoulas                                            |              |     |     | nu s-a jucat |
| 5 | Statele Unite ale Americii · Belgia                                  | Caroline Dolehide / Taylor Townsend Marie Benoît / Kimberley Zimmermann | 6 3          | 6 1 |     |              |

Echipe nominalizate: 

 Statele Unite: Jessica Pegula, Madison Keys, Emma Navarro, Caroline Dolehide, Taylor Townsend 

 Belgia: Sofia Costoulas, Hanne Vandewinkel, Marie Benoit, Kimberley Zimmermann

Raportul întâlnirilor anterioare dintre Statele Unite și Belgia este de 5:2.

### Japonia vs. Kazakhstan
| · Japonia · 3 | Ariake Coliseum, Tokyo, Japonia 12–13 aprilie 2024 Hard (i) | Ariake Coliseum, Tokyo, Japonia 12–13 aprilie 2024 Hard (i)     | · Kazahstan · 1 |      |          |              |
| \| \| \| \| 1 \| 2 \| 3 \| \| \| - \| \| --------------------------------------------------------------- \| ---- \| ---- \| -------- \| ------------ \| \| 1 \| \| Nao Hibino Anna Danilina \| 6 1 \| 6 0 \| \| \| \| 2 \| \| Naomi Osaka Iulia Putințeva \| 6 2 \| 7 65 \| \| \| \| 3 \| \| Nao Hibino Iulia Putințeva \| 6 4 \| 3 6 \| 79 67 \| \| \| 4 \| \| Naomi Osaka Anna Danilina \| \| \| \| nu s-a jucat \| \| 5 \| \| Shuko Aoyama / Ena Shibahara Anna Danilina / Zhibek Kulambayeva \| 67 9 \| 6 3 \| [9] [11] \| \| |                                                             |                                                                 |                 |      |          |              |
| |                                                             |                                                                 | 1               | 2    | 3        |              |
| 1 | Japonia · Kazahstan                                         | Nao Hibino Anna Danilina                                        | 6 1             | 6 0  |          |              |
| 2 | Japonia · Kazahstan                                         | Naomi Osaka Iulia Putințeva                                     | 6 2             | 7 65 |          |              |
| 3 | Japonia · Kazahstan                                         | Nao Hibino Iulia Putințeva                                      | 6 4             | 3 6  | 79 67    |              |
| 4 | Japonia · Kazahstan                                         | Naomi Osaka Anna Danilina                                       |                 |      |          | nu s-a jucat |
| 5 | Japonia · Kazahstan                                         | Shuko Aoyama / Ena Shibahara Anna Danilina / Zhibek Kulambayeva | 67 9            | 6 3  | [9] [11] |              |

Echipe nominalizate: 

 Japonia: Nao Hibino, Mai Hontama, Naomi Osaka, Ena Shibahara, Shuko Aoyama

 Kazahstan: Iulia Putințeva, Zhibek Kulambayeva, Aruzhan Sagandikova, Anna Danilina, Zarina Diyas 

Raportul întâlnirilor anterioare dintre Japonia și Kazakhstan este de 4:1.

### Brazilia vs. Germania
| · Brazilia · 1 | Ginásio do Ibirapuera, São Paulo, Brazilia 12–13 aprilie 2024 Zgură (i) | Ginásio do Ibirapuera, São Paulo, Brazilia 12–13 aprilie 2024 Zgură (i)   | · Germania · 3 |     |     |              |
| \| \| \| \| 1 \| 2 \| 3 \| \| \| - \| \| ------------------------------------------------------------------------- \| --- \| --- \| --- \| ------------ \| \| 1 \| \| Beatriz Haddad Maia Laura Siegemund \| 4 6 \| 2 6 \| \| \| \| 2 \| \| Laura Pigossi Tatjana Maria \| 6 2 \| 4 6 \| 4 6 \| \| \| 3 \| \| Beatriz Haddad Maia Anna-Lena Friedsam \| 5 7 \| 6 0 \| 6 1 \| \| \| 4 \| \| Carolina Alves Laura Siegemund \| 1 6 \| 6 2 \| 3 6 \| \| \| 5 \| \| Beatriz Haddad Maia / Luisa Stefani Anna-Lena Friedsam / Angelique Kerber \| \| \| \| nu s-a jucat \| |                                                                         |                                                                           |                |     |     |              |
| |                                                                         |                                                                           | 1              | 2   | 3   |              |
| 1 | Brazilia · Germania                                                     | Beatriz Haddad Maia Laura Siegemund                                       | 4 6            | 2 6 |     |              |
| 2 | Brazilia · Germania                                                     | Laura Pigossi Tatjana Maria                                               | 6 2            | 4 6 | 4 6 |              |
| 3 | Brazilia · Germania                                                     | Beatriz Haddad Maia Anna-Lena Friedsam                                    | 5 7            | 6 0 | 6 1 |              |
| 4 | Brazilia · Germania                                                     | Carolina Alves Laura Siegemund                                            | 1 6            | 6 2 | 3 6 |              |
| 5 | Brazilia · Germania                                                     | Beatriz Haddad Maia / Luisa Stefani Anna-Lena Friedsam / Angelique Kerber |                |     |     | nu s-a jucat |

Echipe nominalizate: 

 Brazilia: Beatriz Haddad Maia, Laura Pigossi, Carolina Alves, Luisa Stefani, Ingrid Gamarra Martins

 Germania: Tatjana Maria, Laura Siegemund, Anna-Lena Friedsam, Angelique Kerber 

Raportul întâlnirilor anterioare dintre Germania și Brazilia este de 5:0.

### Slovacia vs. Slovenia
| · Slovacia · 4 | NTC Arena, Bratislava, Slovacia 12–13 aprilie 2024 Hard (i) | NTC Arena, Bratislava, Slovacia 12–13 aprilie 2024 Hard (i)         | · Slovenia · 0 |     |          |              |
| \| \| \| \| 1 \| 2 \| 3 \| \| \| - \| \| ------------------------------------------------------------------- \| --- \| --- \| -------- \| ------------ \| \| 1 \| \| Anna Karolína Schmiedlová Ela Nala Milić \| 6 4 \| 6 3 \| \| \| \| 2 \| \| Viktória Hrunčáková Veronika Erjavec \| 6 1 \| 5 7 \| 6 3 \| \| \| 3 \| \| Renáta Jamrichová Veronika Erjavec \| 6 2 \| 6 0 \| \| \| \| 4 \| \| Viktória Hrunčáková Ela Nala Milić \| \| \| \| nu s-a jucat \| \| 5 \| \| Viktória Hrunčáková / Tereza Mihalíková Pia Lovrič / Ela Nala Milić \| 6 1 \| 2 6 \| [10] [6] \| \| |                                                             |                                                                     |                |     |          |              |
| |                                                             |                                                                     | 1              | 2   | 3        |              |
| 1 | Slovacia · Slovenia                                         | Anna Karolína Schmiedlová Ela Nala Milić                            | 6 4            | 6 3 |          |              |
| 2 | Slovacia · Slovenia                                         | Viktória Hrunčáková Veronika Erjavec                                | 6 1            | 5 7 | 6 3      |              |
| 3 | Slovacia · Slovenia                                         | Renáta Jamrichová Veronika Erjavec                                  | 6 2            | 6 0 |          |              |
| 4 | Slovacia · Slovenia                                         | Viktória Hrunčáková Ela Nala Milić                                  |                |     |          | nu s-a jucat |
| 5 | Slovacia · Slovenia                                         | Viktória Hrunčáková / Tereza Mihalíková Pia Lovrič / Ela Nala Milić | 6 1            | 2 6 | [10] [6] |              |

Echipe nominalizate: 

 Slovacia: Anna Karolína Schmiedlová, Rebecca Sramkova, Viktória Hrunčáková, Renáta Jamrichová, Tereza Mihalíková 

 Slovenia : Tamara Zidanšek, Veronika Erjavec, Pia Lovrič, Nina Potočnik, Ela Nala Milić 

Cele două echipe nu s-au întâlnit niciodată în istoria anterioară a competiției.

### Ucraina vs. România
| · Ucraina · 2 | Racquet Park Drive, Fernandina Beach, Statele Unite 12–13 aprilie 2024 Zgură | Racquet Park Drive, Fernandina Beach, Statele Unite 12–13 aprilie 2024 Zgură | · România · 3 |      |     |  |
| \| \| \| \| 1 \| 2 \| 3 \| \| \| - \| \| ----------------------------------------------------------------- \| --- \| ---- \| --- \| \| \| 1 \| \| Lesia Țurenko Ana Bogdan \| 3 6 \| 6 2 \| 6 0 \| \| \| 2 \| \| Elina Svitolina Jaqueline Cristian \| 6 3 \| 7 5 \| \| \| \| 3 \| \| Elina Svitolina Ana Bogdan \| 4 6 \| 6 4 \| 3 6 \| \| \| 4 \| \| Lesia Țurenko Jaqueline Cristian \| 6 2 \| 4 6 \| 4 6 \| \| \| 5 \| \| Liudmila Kicenok / Nadiia Kicenok Ana Bogdan / Jaqueline Cristian \| 2 6 \| 67 9 \| \| \| |                                                                              |                                                                              |               |      |     |  |
| |                                                                              |                                                                              | 1             | 2    | 3   |  |
| 1 | Ucraina · România                                                            | Lesia Țurenko Ana Bogdan                                                     | 3 6           | 6 2  | 6 0 |  |
| 2 | Ucraina · România                                                            | Elina Svitolina Jaqueline Cristian                                           | 6 3           | 7 5  |     |  |
| 3 | Ucraina · România                                                            | Elina Svitolina Ana Bogdan                                                   | 4 6           | 6 4  | 3 6 |  |
| 4 | Ucraina · România                                                            | Lesia Țurenko Jaqueline Cristian                                             | 6 2           | 4 6  | 4 6 |  |
| 5 | Ucraina · România                                                            | Liudmila Kicenok / Nadiia Kicenok Ana Bogdan / Jaqueline Cristian            | 2 6           | 67 9 |     |  |

Echipe nominalizate: 

 Ucraina: Elina Svitolina, Lesia Țurenko, Iulia Starodubțeva, Liudmila Kicenok, Nadiia Kicenok 

 România: Ana Bogdan, Jaqueline Cristian, Anca Todoni, Mara Gae, Simona Halep

Raportul întâlnirilor anterioare dintre România și Ucraina este de 3:1 Ultima victorie a româncelor a fost în 2014. Ca urmare a agresiunii militare în curs de desfășurare a Rusiei în Ucraina, jocul se joacă pe un teren neutru, neafectat de război.